# 塞爾唐西尼奧

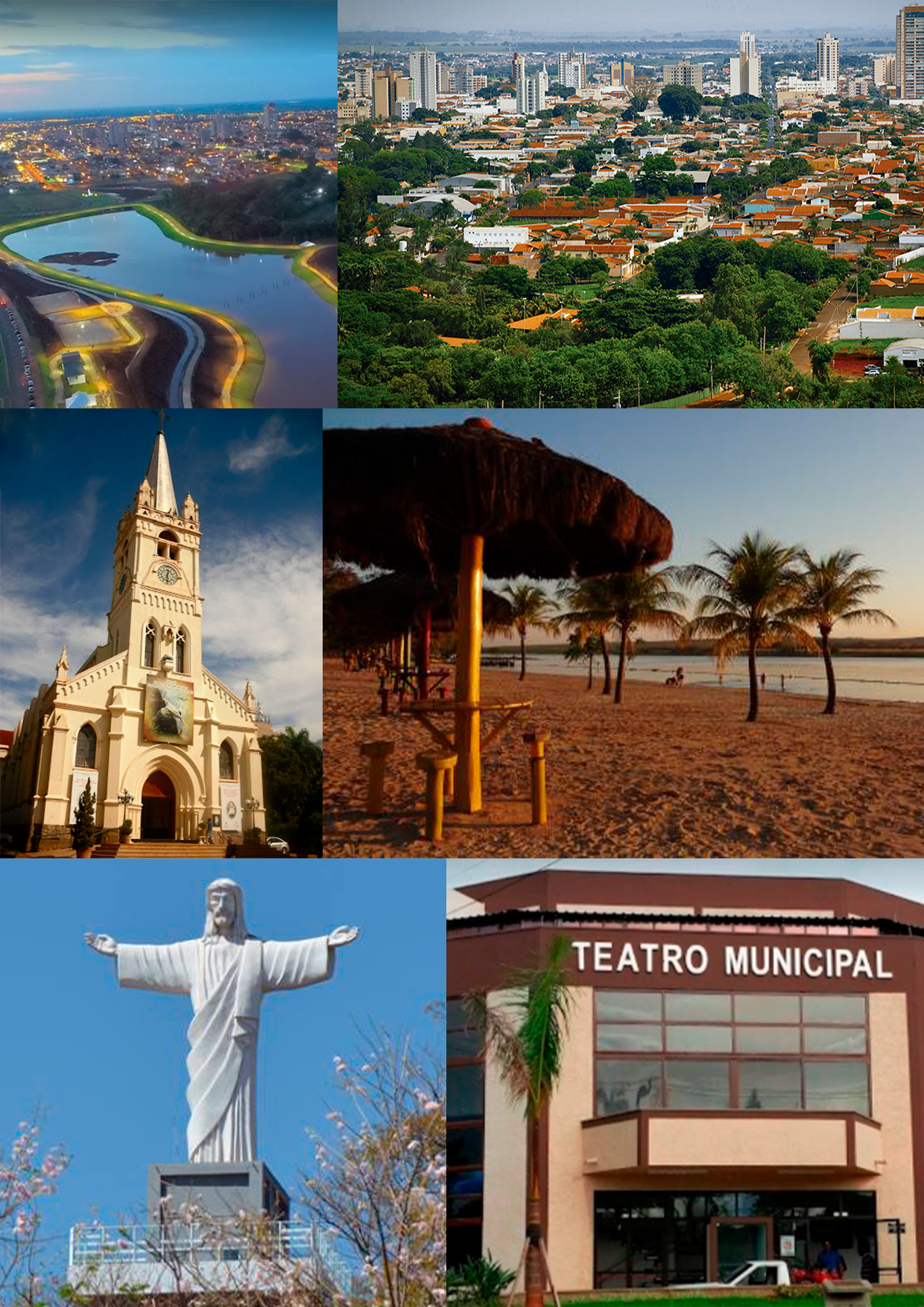
塞爾唐西尼奧

塞爾唐西尼奧（葡萄牙語：Sertãozinho），是巴西的城鎮，位於該國南部，由聖保羅州負責管轄，始建於1896年12月5日，面積403平方公里，海拔高度579米，2014年人口118,864，人口密度每平方公里295.09人。